# Ovomaltine
Ovomaltine, connu également sous son abréviation Ovo, est un produit inventé en Suisse, à base de malt d'orge, de lait écrémé, de cacao et de levure. Il est produit dans différents pays du monde par Wander AG, une filiale du groupe pharmaceutique Novartis depuis 1967, cédée à Associated British Foods en 2002. Nestlé a acquis ultérieurement les droits de commercialisation d'Ovaltine pour les États-Unis.
Il est appelé Ovaltine au Royaume-Uni, aux États-Unis et en Asie ; en Italie, il est connu sous le nom Ovomaltina. Ovomaltine et ses dérivés sont produits à Bangkok, Shanghai, Melbourne et en Suisse à Neuenegg.
Il est à noter que la composition de l'Ovomaltine en poudre diffère de façon marquée entre le produit vendu en Suisse et dans le reste du monde, ce dernier contenant du sucre cristallisé fin.

## Histoire
En 1865, le pharmacien Georg Wander, de la ville de Berne, cherchant un moyen de lutter contre la malnutrition, met au point un procédé permettant la conservation d'un extrait de malt. Cet aliment fortifiant est amélioré par son fils Albert, chimiste et pharmacien : il affine son goût en y ajoutant de l'œuf, du lait et du cacao. Sa recette constitue la base d'Ovomaltine, qui est lancé sur le marché en 1904, alors comme préparation médicale. En 1906, Ovomaltine est également mis en vente en Italie et en Angleterre, où la première fabrique étrangère d'Ovomaltine est inaugurée en 1913, à Kings Langley. En 1927, la fabrique suisse déménage de Berne à Neuenegg. En 1931, des sachets-portions sont mis sur le marché, notamment pour les restaurants. Ovo Sport est commercialisée en 1937.
Lors des Jeux olympiques d'hiver de 1936, Ovomaltine bénéficie du premier partenariat privé autorisé par le CIO, ouvrant ainsi la voie à la logique de sponsoring[réf. nécessaire].

## Les produits

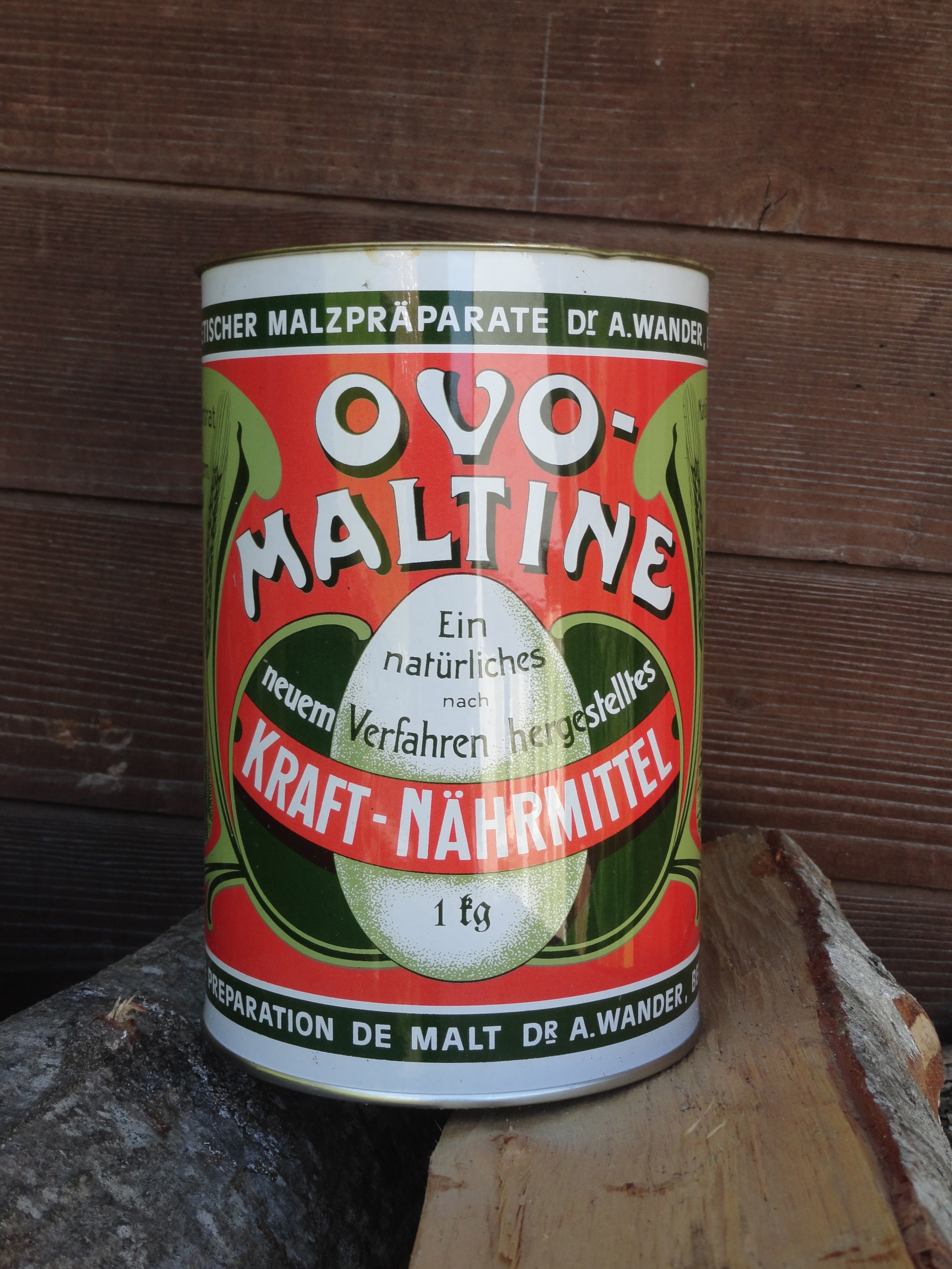
Ancienne boîte d'Ovomaltine.

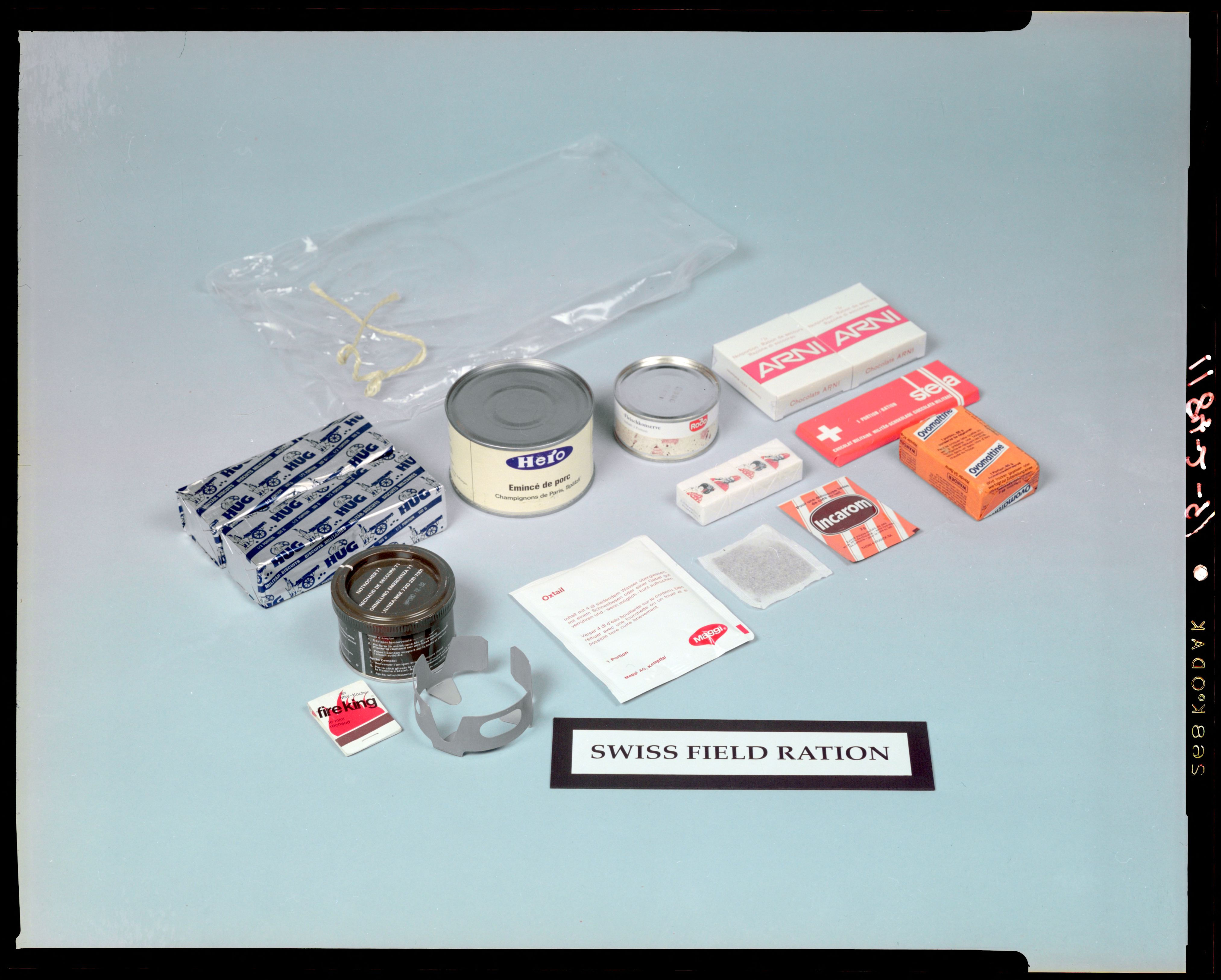
Ration militaire de l'armée suisse, avec une conserve Hero, paquets de biscuit militaire de l'Armée suisse, du chocolat militaire suisse et de l'Ovomaltine.

Le produit original est une poudre que l'on mélange à du lait chaud ou froid pour donner une boisson chocolatée légèrement tonifiante. Plusieurs produits dérivés ont vu le jour par la suite, :
- 1904 : Ovomaltine ;
- 1931 : Ovomaltine en sachets individuels ;
- 1937 : Ovo sport, barre énergétique ;
- 1948 : Choc Ovo, barre chocolatée ;
- 1965 : Ovo drink, boisson froide ;
- 1978 : Chocolat Ovomaltine ;
- 1990 : Ovomaltine line, poudre Ovomaltine pauvre en calories ;
- 1992 : Choc ovo crunchy, barre chocolatée ;
- 1994 : Choc ovo mini ;
- 2000 : Ovomaltine crisp muesli, muesli à l'Ovomaltine ;
- 2004 : Ovomaltine napolitains, chocolat en petites portions ;
- 2005 : Ovomaltine crunchy cream, pâte à tartiner.

Depuis septembre 2013, pour répondre à la demande des consommateurs allergiques, l'œuf est ôté de la composition d'Ovomaltine.

## Slogans
- 1959 : « Ovomaltine vous rend, vous aussi, plus fort ! »
- Années 1970 : « As-tu déjà eu ton Ovo aujourd'hui ? » (« Häsch dini Ovo hüt scho gha ? » en suisse allemand ;
- 1989 : « Ovomaltine c'est de la dynamique ! »[8]
- 2001 : « Avec Ovomaltine, ça ne va pas mieux, mais plus longtemps ! »[5]
- 2007 : « Profite plus de ta journée »[3]
- 2008 : « Ovomaltine: l'énergie pour déplacer les montagnes. »
- 2012 : « Avec Ovomaltine, tu n’y arriveras pas mieux, mais plus longtemps ! »[3]

## Identité visuelle

Logo d'Ovomaltine de 2010 à 2017.
Logo d'Ovomaltine depuis 2017.